# 800 meter för herrar i friidrott vid olympiska sommarspelen 2000
800 meter för herrar vid olympiska sommarspelen 2000 i Sydney avgjordes 23-27 september. 

## Medaljörer
| Gren      | Guld                   | Guld    | Silver                  | Silver  | Brons                       | Brons   |
| 800 meter | Nils Schumann Tyskland | 1.45,08 | Wilson Kipketer Danmark | 1.45,14 | Djabir Saïd-Guerni Algeriet | 1.45,16 |

## Resultat
- Q innebär avancemang utifrån placering i heatet.
- q innebär avancemang utifrån total placering.
- DNS innebär att personen inte startade.
- DNF innebär att personen inte fullföljde.
- DQ innebär diskvalificering.
- NR innebär nationellt rekord.
- OR innebär olympiskt rekord.
- WR innebär världsrekord.
- WJR innebär världsrekord för juniorer
- AR innebär världsdelsrekord (area record)
- PB innebär personligt rekord.
- SB innebär säsongsbästa.

### Omgång 1
| Heat 1 av 8 Datum: Lördagen den 23 september 2000 | Heat 1 av 8 Datum: Lördagen den 23 september 2000 | Heat 1 av 8 Datum: Lördagen den 23 september 2000 | Heat 1 av 8 Datum: Lördagen den 23 september 2000 | Heat 1 av 8 Datum: Lördagen den 23 september 2000 | Heat 1 av 8 Datum: Lördagen den 23 september 2000 | Heat 1 av 8 Datum: Lördagen den 23 september 2000 | Heat 1 av 8 Datum: Lördagen den 23 september 2000 | Heat 1 av 8 Datum: Lördagen den 23 september 2000 |
| Placering                                         | Placering                                         | Idrottare                                         | Nation                                            | Bana                                              | Tid                                               | Kval                                              | Rekord                                            |                                                   |
| Heat                                              | Totalt                                            | Idrottare                                         | Nation                                            | Bana                                              | Tid                                               | Kval                                              | Rekord                                            |                                                   |
| ------------------------------------------------- | ------------------------------------------------- | ------------------------------------------------- | ------------------------------------------------- | ------------------------------------------------- | ------------------------------------------------- | ------------------------------------------------- | ------------------------------------------------- | ------------------------------------------------- |
| 1                                                 | 7                                                 | Andrea Longo                                      | Italien                                           | 2                                                 | 1.46,32                                           | Q                                                 |                                                   |                                                   |
| 2                                                 | 11                                                | Vebjørn Rodal                                     | Norge                                             | 3                                                 | 1:46.76                                           | Q                                                 |                                                   |                                                   |
| 3                                                 | 18                                                | James Mcilroy                                     | Storbritannien                                    | 8                                                 | 1:47.44                                           | q                                                 |                                                   |                                                   |
| 4                                                 | =24                                               | Roman Oravec                                      | Tjeckien                                          | 1                                                 | 1:47.66                                           |                                                   |                                                   |                                                   |
| 5                                                 | 27                                                | Vanco Stojanov                                    | Makedonien                                        | 5                                                 | 1:47.71                                           |                                                   |                                                   |                                                   |
| 6                                                 | 30                                                | Rich Kenah                                        | USA                                               | 7                                                 | 1:47.85                                           |                                                   |                                                   |                                                   |
| 7                                                 | 40                                                | Kim Soon-Hyung                                    | Sydkorea                                          | 8                                                 | 1:48.49                                           |                                                   |                                                   |                                                   |
| 8                                                 |                                                   | Mohammad Alkafraini                               | Jordanien                                         | 6                                                 | DSQ                                               |                                                   |                                                   |                                                   |

| Heat 2 av 8 Datum: Lördagen den 23 september 2000 | Heat 2 av 8 Datum: Lördagen den 23 september 2000 | Heat 2 av 8 Datum: Lördagen den 23 september 2000 | Heat 2 av 8 Datum: Lördagen den 23 september 2000 | Heat 2 av 8 Datum: Lördagen den 23 september 2000 | Heat 2 av 8 Datum: Lördagen den 23 september 2000 | Heat 2 av 8 Datum: Lördagen den 23 september 2000 | Heat 2 av 8 Datum: Lördagen den 23 september 2000 | Heat 2 av 8 Datum: Lördagen den 23 september 2000 |
| Placering                                         | Placering                                         | Idrottare                                         | Nation                                            | Bana                                              | Tid                                               | Kval                                              | Rekord                                            |                                                   |
| Heat                                              | Totalt                                            | Idrottare                                         | Nation                                            | Bana                                              | Tid                                               | Kval                                              | Rekord                                            |                                                   |
| ------------------------------------------------- | ------------------------------------------------- | ------------------------------------------------- | ------------------------------------------------- | ------------------------------------------------- | ------------------------------------------------- | ------------------------------------------------- | ------------------------------------------------- | ------------------------------------------------- |
| 1                                                 | 28                                                | Nils Schumann                                     | Tyskland                                          | 6                                                 | 1.47,76                                           | Q                                                 |                                                   |                                                   |
| 2                                                 | 33                                                | Djabir Saïd-Guerni                                | Algeriet                                          | 7                                                 | 1:47.95                                           | Q                                                 |                                                   |                                                   |
| 3                                                 | 36                                                | Arthémon Hatungimana                              | Burundi                                           | 3                                                 | 1:48.14                                           |                                                   |                                                   |                                                   |
| 4                                                 | 39                                                | Zach Whitmarsh                                    | Kanada                                            | 2                                                 | 1:48.42                                           |                                                   |                                                   |                                                   |
| 5                                                 | 43                                                | David Matthews                                    | Irland                                            | 4                                                 | 1:48.77                                           |                                                   |                                                   |                                                   |
| 6                                                 | 44                                                | Andrew Hart                                       | Storbritannien                                    | 8                                                 | 1:48.78                                           |                                                   |                                                   |                                                   |
| 7                                                 | 48                                                | Isireli Naikelekelevesi                           | Fiji                                              | 5                                                 | 1:49.61                                           |                                                   |                                                   |                                                   |

| Heat 3 av 8 Datum: Lördagen den 23 september 2000 | Heat 3 av 8 Datum: Lördagen den 23 september 2000 | Heat 3 av 8 Datum: Lördagen den 23 september 2000 | Heat 3 av 8 Datum: Lördagen den 23 september 2000 | Heat 3 av 8 Datum: Lördagen den 23 september 2000 | Heat 3 av 8 Datum: Lördagen den 23 september 2000 | Heat 3 av 8 Datum: Lördagen den 23 september 2000 | Heat 3 av 8 Datum: Lördagen den 23 september 2000 | Heat 3 av 8 Datum: Lördagen den 23 september 2000 |
| Placering                                         | Placering                                         | Idrottare                                         | Nation                                            | Bana                                              | Tid                                               | Kval                                              | Rekord                                            |                                                   |
| Heat                                              | Totalt                                            | Idrottare                                         | Nation                                            | Bana                                              | Tid                                               | Kval                                              | Rekord                                            |                                                   |
| ------------------------------------------------- | ------------------------------------------------- | ------------------------------------------------- | ------------------------------------------------- | ------------------------------------------------- | ------------------------------------------------- | ------------------------------------------------- | ------------------------------------------------- | ------------------------------------------------- |
| 1                                                 | 19                                                | Hezekiél Sepeng                                   | Sydafrika                                         | 6                                                 | 1.47,46                                           | Q                                                 |                                                   |                                                   |
| 2                                                 | 21                                                | Adem Hecini                                       | Algeriet                                          | 1                                                 | 1:47.62                                           | Q                                                 |                                                   |                                                   |
| 3                                                 | 31                                                | Joseph Mutua                                      | Kenya                                             | 4                                                 | 1:47.86                                           |                                                   |                                                   |                                                   |
| 4                                                 | 36                                                | Dimitrij Bogdanov                                 | Ryssland                                          | 7                                                 | 1:48.14                                           |                                                   |                                                   |                                                   |
| 5                                                 | 38                                                | Roberto Parra                                     | Spanien                                           | 5                                                 | 1:48.19                                           |                                                   |                                                   |                                                   |
| 6                                                 | 45                                                | Bobby True                                        | Liberia                                           | 8                                                 | 1:48.79                                           |                                                   |                                                   |                                                   |
| 7                                                 | 47                                                | Mohamed Habib Belhadj                             | Tunisien                                          | 3                                                 | 1:49.14                                           |                                                   |                                                   |                                                   |
| 8                                                 | 54                                                | Jorge Duvane                                      | Moçambique                                        | 2                                                 | 1:52.97                                           |                                                   |                                                   |                                                   |

| Heat 4 av 8 Datum: Lördagen den 23 september 2000 | Heat 4 av 8 Datum: Lördagen den 23 september 2000 | Heat 4 av 8 Datum: Lördagen den 23 september 2000 | Heat 4 av 8 Datum: Lördagen den 23 september 2000 | Heat 4 av 8 Datum: Lördagen den 23 september 2000 | Heat 4 av 8 Datum: Lördagen den 23 september 2000 | Heat 4 av 8 Datum: Lördagen den 23 september 2000 | Heat 4 av 8 Datum: Lördagen den 23 september 2000 | Heat 4 av 8 Datum: Lördagen den 23 september 2000 |
| Placering                                         | Placering                                         | Idrottare                                         | Nation                                            | Bana                                              | Tid                                               | Kval                                              | Rekord                                            |                                                   |
| Heat                                              | Totalt                                            | Idrottare                                         | Nation                                            | Bana                                              | Tid                                               | Kval                                              | Rekord                                            |                                                   |
| ------------------------------------------------- | ------------------------------------------------- | ------------------------------------------------- | ------------------------------------------------- | ------------------------------------------------- | ------------------------------------------------- | ------------------------------------------------- | ------------------------------------------------- | ------------------------------------------------- |
| 1                                                 | 2                                                 | Wilson Kipketer                                   | Danmark                                           | 3                                                 | 1.45,57                                           | Q                                                 |                                                   |                                                   |
| 2                                                 | 5                                                 | Glody Dube                                        | Botswana                                          | 2                                                 | 1:46.17                                           | Q                                                 | PB                                                |                                                   |
| 3                                                 | 13                                                | Johan Botha                                       | Sydafrika                                         | 7                                                 | 1:46.91                                           | q                                                 |                                                   |                                                   |
| 4                                                 | =24                                               | Crispen Mutakanyi                                 | Zimbabwe                                          | 1                                                 | 1:47.66                                           |                                                   |                                                   |                                                   |
| 5                                                 | 35                                                | Jose Manuel Cerezo                                | Spanien                                           | 8                                                 | 1:48.11                                           |                                                   |                                                   |                                                   |
| 6                                                 | 50                                                | Artem Mastrov                                     | Ryssland                                          | 4                                                 | 1:49.89                                           |                                                   |                                                   |                                                   |
| 7                                                 | 53                                                | Ian Roberts                                       | Guyana                                            | 5                                                 | 1:52.32                                           |                                                   |                                                   |                                                   |
| 8                                                 | 60                                                | Marvin Watts                                      | Jamaica                                           | 6                                                 | 1:59.97                                           | q                                                 |                                                   |                                                   |

| Heat 5 av 8 Datum: Lördagen den 23 september 2000 | Heat 5 av 8 Datum: Lördagen den 23 september 2000 | Heat 5 av 8 Datum: Lördagen den 23 september 2000 | Heat 5 av 8 Datum: Lördagen den 23 september 2000 | Heat 5 av 8 Datum: Lördagen den 23 september 2000 | Heat 5 av 8 Datum: Lördagen den 23 september 2000 | Heat 5 av 8 Datum: Lördagen den 23 september 2000 | Heat 5 av 8 Datum: Lördagen den 23 september 2000 | Heat 5 av 8 Datum: Lördagen den 23 september 2000 |
| Placering                                         | Placering                                         | Idrottare                                         | Nation                                            | Bana                                              | Tid                                               | Kval                                              | Rekord                                            |                                                   |
| Heat                                              | Totalt                                            | Idrottare                                         | Nation                                            | Bana                                              | Tid                                               | Kval                                              | Rekord                                            |                                                   |
| ------------------------------------------------- | ------------------------------------------------- | ------------------------------------------------- | ------------------------------------------------- | ------------------------------------------------- | ------------------------------------------------- | ------------------------------------------------- | ------------------------------------------------- | ------------------------------------------------- |
| 1                                                 | 10                                                | Pavel Pelepjagin                                  | Belarus                                           | 4                                                 | 1.46,47                                           | Q                                                 |                                                   |                                                   |
| 2                                                 | 12                                                | Jean-Patrick Nduwimana                            | Burundi                                           | 3                                                 | 1:46.78                                           | Q                                                 |                                                   |                                                   |
| 3                                                 | 16                                                | Mahjoub Haïda                                     | Marocko                                           | 5                                                 | 1:47.14                                           | q                                                 |                                                   |                                                   |
| 4                                                 | 17                                                | William Yiampoy                                   | Kenya                                             | 8                                                 | 1:47.35                                           | q                                                 |                                                   |                                                   |
| 5                                                 | 20                                                | João Pires                                        | Portugal                                          | 6                                                 | 1:47.61                                           |                                                   |                                                   |                                                   |
| 6                                                 | 55                                                | Abdul I Yousuf                                    | Qatar                                             | 1                                                 | 1:53.23                                           |                                                   |                                                   |                                                   |
| 7                                                 | 58                                                | Naseer Ismail                                     | Maldiverna                                        | 7                                                 | 1:56.67                                           |                                                   |                                                   |                                                   |
| 8                                                 | 59                                                | Faig Bagirov                                      | Azerbajdzjan                                      | 2                                                 | 1:57.39                                           |                                                   |                                                   |                                                   |

| Heat 6 av 8 Datum: Lördagen den 23 september 2000 | Heat 6 av 8 Datum: Lördagen den 23 september 2000 | Heat 6 av 8 Datum: Lördagen den 23 september 2000 | Heat 6 av 8 Datum: Lördagen den 23 september 2000 | Heat 6 av 8 Datum: Lördagen den 23 september 2000 | Heat 6 av 8 Datum: Lördagen den 23 september 2000 | Heat 6 av 8 Datum: Lördagen den 23 september 2000 | Heat 6 av 8 Datum: Lördagen den 23 september 2000 | Heat 6 av 8 Datum: Lördagen den 23 september 2000 |
| Placering                                         | Placering                                         | Idrottare                                         | Nation                                            | Bana                                              | Tid                                               | Kval                                              | Rekord                                            |                                                   |
| Heat                                              | Totalt                                            | Idrottare                                         | Nation                                            | Bana                                              | Tid                                               | Kval                                              | Rekord                                            |                                                   |
| ------------------------------------------------- | ------------------------------------------------- | ------------------------------------------------- | ------------------------------------------------- | ------------------------------------------------- | ------------------------------------------------- | ------------------------------------------------- | ------------------------------------------------- | ------------------------------------------------- |
| 1                                                 | 1                                                 | Jurij Borzakovskij                                | Ryssland                                          | 2                                                 | 1.45,39                                           | Q                                                 |                                                   |                                                   |
| 2                                                 | 3                                                 | Japheth Kimutai                                   | Kenya                                             | 7                                                 | 1:45.60                                           | Q                                                 |                                                   |                                                   |
| 3                                                 | 4                                                 | Grant Cremer                                      | Australien                                        | 3                                                 | 1:45.86                                           | q                                                 | SB                                                |                                                   |
| 4                                                 | 6                                                 | Balazs Koranyi                                    | Ungern                                            | 1                                                 | 1:46.21                                           | q                                                 | SB                                                |                                                   |
| 5                                                 | 23                                                | Bryan Woodward                                    | USA                                               | 6                                                 | 1:47.64                                           |                                                   |                                                   |                                                   |
| 6                                                 | 32                                                | Sedei Mahdi Jeloodarzadeh                         | Iran                                              | 8                                                 | 1:47.91                                           |                                                   |                                                   |                                                   |
| 7                                                 | 57                                                | Mohamed S. Naji Haidara                           | Bahrain                                           | 4                                                 | 1:56.64                                           |                                                   |                                                   |                                                   |
| 8                                                 | --                                                | Mohammed Yagoub                                   | Sudan                                             | 5                                                 | DNS                                               |                                                   |                                                   |                                                   |

| Heat 7 av 8 Datum: Lördagen den 23 september 2000 | Heat 7 av 8 Datum: Lördagen den 23 september 2000 | Heat 7 av 8 Datum: Lördagen den 23 september 2000 | Heat 7 av 8 Datum: Lördagen den 23 september 2000 | Heat 7 av 8 Datum: Lördagen den 23 september 2000 | Heat 7 av 8 Datum: Lördagen den 23 september 2000 | Heat 7 av 8 Datum: Lördagen den 23 september 2000 | Heat 7 av 8 Datum: Lördagen den 23 september 2000 | Heat 7 av 8 Datum: Lördagen den 23 september 2000 |
| Placering                                         | Placering                                         | Idrottare                                         | Nation                                            | Bana                                              | Tid                                               | Kval                                              | Rekord                                            |                                                   |
| Heat                                              | Totalt                                            | Idrottare                                         | Nation                                            | Bana                                              | Tid                                               | Kval                                              | Rekord                                            |                                                   |
| ------------------------------------------------- | ------------------------------------------------- | ------------------------------------------------- | ------------------------------------------------- | ------------------------------------------------- | ------------------------------------------------- | ------------------------------------------------- | ------------------------------------------------- | ------------------------------------------------- |
| 1                                                 | 8                                                 | Kahlid Tighazouine                                | Marocko                                           | 2                                                 | 1.46,33                                           | Q                                                 |                                                   |                                                   |
| 2                                                 | 9                                                 | André Bucher                                      | Schweiz                                           | 8                                                 | 1:46.51                                           | Q                                                 |                                                   |                                                   |
| 3                                                 | 14                                                | Viktors Lacis                                     | Lettland                                          | 4                                                 | 1:46.94                                           | q                                                 | SB                                                |                                                   |
| 4                                                 | 15                                                | Osmar dos Santos                                  | Brasilien                                         | 3                                                 | 1:47.05                                           | q                                                 |                                                   |                                                   |
| 5                                                 | 22                                                | Milton O Browne                                   | Barbados                                          | 7                                                 | 1:47.63                                           |                                                   | SB                                                |                                                   |
| 6                                                 | 26                                                | Nathan Kahan                                      | Belgien                                           | 6                                                 | 1:47.69                                           |                                                   |                                                   |                                                   |
| 7                                                 | 34                                                | Panayiótis Stroubákos                             | Grekland                                          | 5                                                 | 1:47.96                                           |                                                   |                                                   |                                                   |

| Heat 8 av 8 Datum: Lördagen den 23 september 2000 | Heat 8 av 8 Datum: Lördagen den 23 september 2000 | Heat 8 av 8 Datum: Lördagen den 23 september 2000 | Heat 8 av 8 Datum: Lördagen den 23 september 2000 | Heat 8 av 8 Datum: Lördagen den 23 september 2000 | Heat 8 av 8 Datum: Lördagen den 23 september 2000 | Heat 8 av 8 Datum: Lördagen den 23 september 2000 | Heat 8 av 8 Datum: Lördagen den 23 september 2000 | Heat 8 av 8 Datum: Lördagen den 23 september 2000 |
| Placering                                         | Placering                                         | Idrottare                                         | Nation                                            | Bana                                              | Tid                                               | Kval                                              | Rekord                                            |                                                   |
| Heat                                              | Totalt                                            | Idrottare                                         | Nation                                            | Bana                                              | Tid                                               | Kval                                              | Rekord                                            |                                                   |
| ------------------------------------------------- | ------------------------------------------------- | ------------------------------------------------- | ------------------------------------------------- | ------------------------------------------------- | ------------------------------------------------- | ------------------------------------------------- | ------------------------------------------------- | ------------------------------------------------- |
| 1                                                 | 29                                                | Werner Botha                                      | Sydafrika                                         | 7                                                 | 1.47,85                                           | Q                                                 |                                                   |                                                   |
| 2                                                 | 41                                                | Mouhssin Chehibi                                  | Marocko                                           | 6                                                 | 1:48.51                                           | Q                                                 |                                                   |                                                   |
| 3                                                 | 42                                                | Bram Som                                          | Nederländerna                                     | 1                                                 | 1:48.58                                           |                                                   |                                                   |                                                   |
| 4                                                 | 46                                                | Kris McCarthy                                     | Australien                                        | 2                                                 | 1:48.92                                           |                                                   |                                                   |                                                   |
| 5                                                 | 49                                                | Mark Everett                                      | USA                                               | 5                                                 | 1:49.77                                           |                                                   |                                                   |                                                   |
| 6                                                 | 51                                                | Paskar Owor                                       | Uganda                                            | 4                                                 | 1:49.99                                           |                                                   |                                                   |                                                   |
| 7                                                 | 52                                                | Vitalie Cerches                                   | Moldavien                                         | 8                                                 | 1:52.15                                           |                                                   |                                                   |                                                   |
| 8                                                 | 56                                                | Puntsag-Osor Purevsuren                           | Mongoliet                                         | 3                                                 | 1:56.29                                           |                                                   |                                                   |                                                   |

### Totala resultat Omgång 1
| Omgång 1 Totala resultat | Omgång 1 Totala resultat  | Omgång 1 Totala resultat | Omgång 1 Totala resultat | Omgång 1 Totala resultat | Omgång 1 Totala resultat | Omgång 1 Totala resultat | Omgång 1 Totala resultat | Omgång 1 Totala resultat |
| Placering                | Idrottare                 | Nation                   | Heat                     | Bana                     | Placering                | Tid                      | Kval                     | Rekord                   |
| ------------------------ | ------------------------- | ------------------------ | ------------------------ | ------------------------ | ------------------------ | ------------------------ | ------------------------ | ------------------------ |
| 1                        | Jurij Borzakovskij        | Ryssland                 | 6                        | 2                        | 1                        | 1.45,39                  | Q                        |                          |
| 2                        | Wilson Kipketer           | Danmark                  | 4                        | 3                        | 1                        | 1:45.57                  | Q                        |                          |
| 3                        | Japheth Kimutai           | Kenya                    | 6                        | 7                        | 2                        | 1:45.60                  | Q                        |                          |
| 4                        | Grant Cremer              | Australien               | 6                        | 3                        | 3                        | 1:45.86                  | q                        | SB                       |
| 5                        | Glody Dube                | Botswana                 | 4                        | 2                        | 2                        | 1:46.17                  | Q                        | PB                       |
| 6                        | Balazs Koranyi            | Ungern                   | 6                        | 1                        | 4                        | 1:46.21                  | q                        | SB                       |
| 7                        | Andrea Longo              | Italien                  | 1                        | 2                        | 1                        | 1:46.32                  | Q                        |                          |
| 8                        | Khalid Tighazouine        | Marocko                  | 7                        | 2                        | 1                        | 1:46.33                  | Q                        |                          |
| 9                        | Andre Bucher              | Schweiz                  | 7                        | 8                        | 2                        | 1:46.51                  | Q                        |                          |
| 10                       | Pavel Pelepjagin          | Belarus                  | 5                        | 4                        | 1                        | 1:46.67                  | Q                        |                          |
| 11                       | Vebjørn Rodal             | Norge                    | 1                        | 3                        | 2                        | 1:46.76                  | Q                        |                          |
| 12                       | Jean Patrick Nduwimana    | Burundi                  | 5                        | 3                        | 2                        | 1:46.78                  | Q                        |                          |
| 13                       | Johan Botha               | Sydafrika                | 4                        | 7                        | 3                        | 1:46.91                  | q                        |                          |
| 14                       | Viktors Lacis             | Lettland                 | 7                        | 4                        | 3                        | 1:46.94                  | q                        | SB                       |
| 15                       | Osmar dos Santos          | Brasilien                | 7                        | 3                        | 4                        | 1:47.05                  | q                        |                          |
| 16                       | Mahjoub Haïda             | Marocko                  | 5                        | 5                        | 3                        | 1:47.14                  | q                        |                          |
| 17                       | William Yiampoy           | Kenya                    | 5                        | 8                        | 4                        | 1:47.35                  | q                        |                          |
| 18                       | James McIlroy             | Storbritannien           | 1                        | 8                        | 3                        | 1:47.44                  | q                        |                          |
| 19                       | Hezekiél Sepeng           | Sydafrika                | 3                        | 6                        | 1                        | 1:47.46                  | Q                        |                          |
| 20                       | Joao Pires                | Portugal                 | 5                        | 6                        | 5                        | 1:47.61                  |                          |                          |
| 21                       | Adern Hecini              | Algeriet                 | 3                        | 1                        | 2                        | 1:47.62                  | Q                        |                          |
| 22                       | Milton O Browne           | Barbados                 | 7                        | 7                        | 5                        | 1:47.63                  |                          | SB                       |
| 23                       | Bryan Woodward            | USA                      | 6                        | 6                        | 5                        | 1:47.64                  |                          |                          |
| 24                       | Crispen Mutakanyi         | Zimbabwe                 | 4                        | 1                        | 4                        | 1:47.66                  |                          |                          |
| 24                       | Roman Oravek              | Tjeckien                 | 1                        | 1                        | 4                        | 1:47.66                  |                          |                          |
| 26                       | Nathan Kahan              | Belgien                  | 7                        | 6                        | 6                        | 1:47.69                  |                          |                          |
| 27                       | Vanco Stojanov            | Makedonien               | 1                        | 5                        | 5                        | 1:47.71                  |                          |                          |
| 28                       | Nils Schumann             | Tyskland                 | 2                        | 6                        | 1                        | 1:47.76                  | Q                        |                          |
| 29                       | Werner Botha              | Sydafrika                | 8                        | 7                        | 1                        | 1:47.83                  | Q                        |                          |
| 30                       | Rich Kenah                | USA                      | 1                        | 7                        | 6                        | 1:47.85                  |                          |                          |
| 31                       | Joseph Mutua              | Kenya                    | 3                        | 4                        | 3                        | 1:47.86                  |                          |                          |
| 32                       | Sedei Mahdi Jeloodarzadeh | Iran                     | 6                        | 8                        | 6                        | 1:47.91                  |                          |                          |
| 33                       | Djabir Saïd-Guerni        | Algeriet                 | 2                        | 7                        | 2                        | 1:47.95                  | Q                        |                          |
| 34                       | Panayiótis Stroubákos     | Grekland                 | 7                        | 5                        | 7                        | 1:47.96                  |                          |                          |
| 35                       | Jose Manuel Cerezo        | Spanien                  | 4                        | 8                        | 5                        | 1:48.11                  |                          |                          |
| 36                       | Dmitrij Bogdanov          | Ryssland                 | 3                        | 7                        | 4                        | 1:48.14                  |                          |                          |
| 36                       | Arthemon Hatungimana      | Burundi                  | 2                        | 3                        | 3                        | 1:48.14                  |                          |                          |
| 38                       | Roberto Parra             | Spanien                  | 3                        | 5                        | 5                        | 1:48.19                  |                          |                          |
| 39                       | Zach Whitmarsh            | Kanada                   | 2                        | 2                        | 4                        | 1:48.42                  |                          |                          |
| 40                       | Kim Soon-Hyung            | Sydkorea                 | 1                        | 4                        | 7                        | 1:48.49                  |                          | SB                       |
| 41                       | Mouhssin Chehibi          | Marocko                  | 8                        | 6                        | 2                        | 1:48.51                  | Q                        |                          |
| 42                       | Bram Som                  | Nederländerna            | 8                        | 1                        | 3                        | 1:48.58                  |                          |                          |
| 43                       | David Matthews            | Irland                   | 2                        | 4                        | 5                        | 1:48.77                  |                          |                          |
| 44                       | Andrew Hart               | Storbritannien           | 2                        | 8                        | 6                        | 1:48.78                  |                          |                          |
| 45                       | Bobby True                | Liberia                  | 3                        | 8                        | 6                        | 1:48.79                  |                          |                          |
| 46                       | Kris McCarthy             | Australien               | 8                        | 2                        | 4                        | 1:48.92                  |                          |                          |
| 47                       | Habib Mohamed Belhadj     | Tunisien                 | 3                        | 3                        | 7                        | 1:49.14                  |                          |                          |
| 48                       | Isireli Naikelekelevesi   | Fiji                     | 2                        | 5                        | 7                        | 1:49.61                  |                          |                          |
| 49                       | Mark Everett              | USA                      | 8                        | 5                        | 5                        | 1:49.77                  |                          |                          |
| 50                       | Artem Mastrov             | Ryssland                 | 4                        | 4                        | 6                        | 1:49.89                  |                          |                          |
| 51                       | Paskar Owor               | Uganda                   | 8                        | 4                        | 6                        | 1:49.99                  |                          |                          |
| 52                       | Vitalie Cerches           | Moldavien                | 8                        | 8                        | 7                        | 1:52.15                  |                          |                          |
| 53                       | Ian Roberts               | Guyana                   | 4                        | 5                        | 7                        | 1:52.32                  |                          |                          |
| 54                       | Jorge Duvane              | Moçambique               | 3                        | 2                        | 8                        | 1:52.97                  |                          |                          |
| 55                       | Abdu I Yousuf             | Qatar                    | 5                        | 1                        | 6                        | 1:53.23                  |                          |                          |
| 56                       | Puntsag-Osor Purevsuren   | Mongoliet                | 8                        | 3                        | 8                        | 1:56.29                  |                          |                          |
| 57                       | Mohamed S. Naji Haidara   | Bahrain                  | 6                        | 4                        | 7                        | 1:56.64                  |                          |                          |
| 58                       | Naseer Ismail             | Maldiverna               | 5                        | 7                        | 7                        | 1:56.67                  |                          |                          |
| 59                       | Faig Baghirov             | Azerbajdzjan             | 5                        | 2                        | 8                        | 1:57.39                  |                          |                          |
| 60                       | Marvin Watts              | Jamaica                  | 4                        | 6                        | 8                        | 1:59.97                  | q                        |                          |
|                          | Mohammad Alkafraini       | Jordanien                | 1                        | 6                        |                          | DQ                       |                          |                          |
|                          | Mahamed Yagoub            | Sudan                    | 6                        | 5                        |                          | DNS                      |                          |                          |

### Semifinaler
| Heat 1 av 3 Datum: Måndagen den 25 september 2000 | Heat 1 av 3 Datum: Måndagen den 25 september 2000 | Heat 1 av 3 Datum: Måndagen den 25 september 2000 | Heat 1 av 3 Datum: Måndagen den 25 september 2000 | Heat 1 av 3 Datum: Måndagen den 25 september 2000 | Heat 1 av 3 Datum: Måndagen den 25 september 2000 | Heat 1 av 3 Datum: Måndagen den 25 september 2000 | Heat 1 av 3 Datum: Måndagen den 25 september 2000 | Heat 1 av 3 Datum: Måndagen den 25 september 2000 |
| Placering                                         | Placering                                         | Idrottare                                         | Nation                                            | Bana                                              | Tid                                               | Kval                                              | Rekord                                            |                                                   |
| Heat                                              | Totalt                                            | Idrottare                                         | Nation                                            | Bana                                              | Tid                                               | Kval                                              | Rekord                                            |                                                   |
| ------------------------------------------------- | ------------------------------------------------- | ------------------------------------------------- | ------------------------------------------------- | ------------------------------------------------- | ------------------------------------------------- | ------------------------------------------------- | ------------------------------------------------- | ------------------------------------------------- |
| 1                                                 | =2                                                | Nils Schumann                                     | Tyskland                                          | 1                                                 | 1.44,22                                           | Q                                                 | PB                                                |                                                   |
| 2                                                 | 5                                                 | André Bucher                                      | Schweiz                                           | 5                                                 | 1.44,38                                           | Q                                                 |                                                   |                                                   |
| 3                                                 | 7                                                 | Glody Dube                                        | Botswana                                          | 2                                                 | 1.44,70                                           | q                                                 | NR                                                |                                                   |
| 4                                                 | 8                                                 | Hezekiél Sepeng                                   | Sydafrika                                         | 6                                                 | 1:44.85                                           | q                                                 |                                                   |                                                   |
| 5                                                 | 13                                                | William Yiampoy                                   | Kenya                                             | 4                                                 | 1:45.88                                           |                                                   |                                                   |                                                   |
| 6                                                 | 15                                                | James McIlroy                                     | Storbritannien                                    | 7                                                 | 1:46.39                                           |                                                   |                                                   |                                                   |
| 7                                                 | 22                                                | Vebjørn Rodal                                     | Norge                                             | 3                                                 | 1:48.73                                           |                                                   |                                                   |                                                   |
| 8                                                 | 23                                                | Chehibi Mouhssin                                  | Marocko                                           | 6                                                 | 1:49.88                                           |                                                   |                                                   |                                                   |

| Heat 2 av 3 Datum: Måndagen den 25 september 2000 | Heat 2 av 3 Datum: Måndagen den 25 september 2000 | Heat 2 av 3 Datum: Måndagen den 25 september 2000 | Heat 2 av 3 Datum: Måndagen den 25 september 2000 | Heat 2 av 3 Datum: Måndagen den 25 september 2000 | Heat 2 av 3 Datum: Måndagen den 25 september 2000 | Heat 2 av 3 Datum: Måndagen den 25 september 2000 | Heat 2 av 3 Datum: Måndagen den 25 september 2000 | Heat 2 av 3 Datum: Måndagen den 25 september 2000 |
| Placering                                         | Placering                                         | Idrottare                                         | Nation                                            | Bana                                              | Tid                                               | Kval                                              | Rekord                                            |                                                   |
| Heat                                              | Totalt                                            | Idrottare                                         | Nation                                            | Bana                                              | Tid                                               | Kval                                              | Rekord                                            |                                                   |
| ------------------------------------------------- | ------------------------------------------------- | ------------------------------------------------- | ------------------------------------------------- | ------------------------------------------------- | ------------------------------------------------- | ------------------------------------------------- | ------------------------------------------------- | ------------------------------------------------- |
| 1                                                 | 1                                                 | Djabir Saïd-Guerni                                | Algeriet                                          | 5                                                 | 1.44,19                                           | Q                                                 |                                                   |                                                   |
| 2                                                 | 4                                                 | Jurij Borzakovskij                                | Ryssland                                          | 3                                                 | 1.44,33                                           | Q                                                 | PB                                                |                                                   |
| 3                                                 | 10                                                | Khalid Tighazomine                                | Marocko                                           | 1                                                 | 1.45,38                                           |                                                   | PB                                                |                                                   |
| 4                                                 | 11                                                | Johan Botha                                       | Sydafrika                                         | 2                                                 | 1:45.49                                           |                                                   |                                                   |                                                   |
| 5                                                 | 12                                                | Japheth Kimutai                                   | Kenya                                             | 6                                                 | 1:45.64                                           |                                                   |                                                   |                                                   |
| 6                                                 | 17                                                | Jean-Patrick Nduwimana                            | Burundi                                           | 4                                                 | 1:46.98                                           |                                                   |                                                   |                                                   |
| 7                                                 | 24                                                | Pavel Pelepjagin                                  | Belarus                                           | 8                                                 | 1:50.37                                           |                                                   |                                                   |                                                   |
| 8                                                 | 25                                                | Grant Cremer                                      | Australien                                        | 7                                                 | 1:52.57                                           |                                                   |                                                   |                                                   |

| Heat 3 av 3 Datum: Måndagen den 25 september 2000 | Heat 3 av 3 Datum: Måndagen den 25 september 2000 | Heat 3 av 3 Datum: Måndagen den 25 september 2000 | Heat 3 av 3 Datum: Måndagen den 25 september 2000 | Heat 3 av 3 Datum: Måndagen den 25 september 2000 | Heat 3 av 3 Datum: Måndagen den 25 september 2000 | Heat 3 av 3 Datum: Måndagen den 25 september 2000 | Heat 3 av 3 Datum: Måndagen den 25 september 2000 | Heat 3 av 3 Datum: Måndagen den 25 september 2000 |
| Placering                                         | Placering                                         | Idrottare                                         | Nation                                            | Bana                                              | Tid                                               | Kval                                              | Rekord                                            |                                                   |
| Heat                                              | Totalt                                            | Idrottare                                         | Nation                                            | Bana                                              | Tid                                               | Kval                                              | Rekord                                            |                                                   |
| ------------------------------------------------- | ------------------------------------------------- | ------------------------------------------------- | ------------------------------------------------- | ------------------------------------------------- | ------------------------------------------------- | ------------------------------------------------- | ------------------------------------------------- | ------------------------------------------------- |
| 1                                                 | =2                                                | Wilson Kipketer                                   | Danmark                                           | 3                                                 | 1.44,22                                           | Q                                                 |                                                   |                                                   |
| 2                                                 | 6                                                 | Andrea Longo                                      | Italien                                           | 4                                                 | 1.44,49                                           | Q                                                 |                                                   |                                                   |
| 3                                                 | 9                                                 | Adem Hecini                                       | Algeriet                                          | 6                                                 | 1.45,08                                           |                                                   |                                                   |                                                   |
| 4                                                 | 14                                                | Mahjoub Haïda                                     | Marocko                                           | 7                                                 | 1:46:35                                           |                                                   |                                                   |                                                   |
| 5                                                 | 16                                                | Werner Botha                                      | Sydafrika                                         | 5                                                 | 1:46.53                                           |                                                   |                                                   |                                                   |
| 6                                                 | 18                                                | Viktors Lacis                                     | Lettland                                          | 2                                                 | 1:47.24                                           |                                                   |                                                   |                                                   |
| 7                                                 | 19                                                | Korányi Balázs                                    | Ungern                                            | 8                                                 | 1:47.35                                           |                                                   |                                                   |                                                   |
| =8                                                | =20                                               | Marvin Watts                                      | Jamaica                                           | 9                                                 | 1:47.68                                           |                                                   |                                                   |                                                   |
| =8                                                | =20                                               | Osmar dos Santos                                  | Brasilien                                         | 1                                                 | 1:47.68                                           |                                                   |                                                   |                                                   |

### Totala resultat semifinaler
| Semifinaler Totala resultat | Semifinaler Totala resultat | Semifinaler Totala resultat | Semifinaler Totala resultat | Semifinaler Totala resultat | Semifinaler Totala resultat | Semifinaler Totala resultat | Semifinaler Totala resultat | Semifinaler Totala resultat |
| Placering                   | Idrottare                   | Nation                      | Heat                        | Bana                        | Placering                   | Tid                         | Kval                        | Rekord                      |
| --------------------------- | --------------------------- | --------------------------- | --------------------------- | --------------------------- | --------------------------- | --------------------------- | --------------------------- | --------------------------- |
| 1                           | Djabir Saïd-Guerni          | Algeriet                    | 2                           | 5                           | 1                           | 1.44,19                     | Q                           |                             |
| 2                           | Wilson Kipketer             | Danmark                     | 3                           | 3                           | 1                           | 1:44.22                     | Q                           |                             |
| 2                           | Nils Schumann               | Tyskland                    | 1                           | 1                           | 1                           | 1:44.22                     | Q                           | PB                          |
| 4                           | Jurij Borzakovskij          | Ryssland                    | 2                           | 3                           | 2                           | 1:44.33                     | Q                           | PB                          |
| 5                           | Andre Bucher                | Schweiz                     | 1                           | 5                           | 2                           | 1:46.17                     | Q                           |                             |
| 6                           | Andrea Longo                | Italien                     | 3                           | 4                           | 2                           | 1:44.49                     | Q                           |                             |
| 7                           | Glody Dube                  | Botswana                    | 1                           | 2                           | 3                           | 1:44.70                     | q                           | NR                          |
| 8                           | Hezekiél Sepeng             | Sydafrika                   | 1                           | 6                           | 4                           | 1:44.85                     | q                           |                             |
| 9                           | Adern Hecini                | Algeriet                    | 3                           | 6                           | 3                           | 1:45.08                     |                             |                             |
| 10                          | Khalid Tighazouine          | Marocko                     | 2                           | 1                           | 3                           | 1:45.38                     |                             | PB                          |
| 11                          | Johan Botha                 | Sydafrika                   | 2                           | 2                           | 4                           | 1:45.49                     |                             |                             |
| 12                          | Japheth Kimutai             | Kenya                       | 2                           | 6                           | 5                           | 1:45.64                     |                             |                             |
| 13                          | William Yiampoy             | Kenya                       | 1                           | 4                           | 5                           | 1:45.88                     |                             |                             |
| 14                          | Mahjoub Haïda               | Marocko                     | 3                           | 7                           | 4                           | 1:46.35                     |                             |                             |
| 15                          | James McIlroy               | Storbritannien              | 1                           | 7                           | 6                           | 1:46.39                     |                             |                             |
| 16                          | Werner Botha                | Sydafrika                   | 3                           | 3                           | 5                           | 1:46.53                     |                             |                             |
| 17                          | Jean Patrick Nduwimana      | Burundi                     | 2                           | 4                           | 6                           | 1:46.98                     |                             |                             |
| 18                          | Viktors Lacis               | Lettland                    | 3                           | 2                           | 6                           | 1:47.24                     |                             |                             |
| 19                          | Balazs Koranyi              | Ungern                      | 3                           | 8                           | 7                           | 1:47.35                     |                             |                             |
| 20                          | Marvin Watts                | Jamaica                     | 3                           | 9                           | 8                           | 1:47.68                     |                             |                             |
| 20                          | Osmar dos Santos            | Brasilien                   | 3                           | 1                           | 8                           | 1:47.68                     |                             |                             |
| 22                          | Vebjørn Rodal               | Norge                       | 1                           | 3                           | 7                           | 1:48.73                     |                             |                             |
| 23                          | Mouhssin Chehibi            | Marocko                     | 1                           | 8                           | 8                           | 1:49.88                     |                             |                             |
| 24                          | Pavel Pelepjagin            | Belarus                     | 2                           | 8                           | 7                           | 1:50.37                     |                             |                             |
| 25                          | Grant Cremer                | Australien                  | 2                           | 7                           | 8                           | 1:52.57                     |                             |                             |

### Final
| 1 | Nils Schumann      | Tyskland  | 2 | 1.45,08  |  |
| 2 | Wilson Kipketer    | Danmark   | 3 | 1.45,14  |  |
| 3 | Djabir Saïd-Guerni | Algeriet  | 5 | 1.45,16  |  |
| 4 | Hezekiél Sepeng    | Sydafrika | 7 | 1.45,29  |  |
| 5 | André Bucher       | Schweiz   | 4 | 1.45,40  |  |
| 6 | Jurij Borzakovskij | Ryssland  | 8 | 1.:45,83 |  |
| 7 | Glody Dube         | Botswana  | 1 | 1.46,24  |  |
| 8 | Andrea Longo       | Italien   | 6 | DQ       |  |